# GAC (Gemert)
GAC (Gemert) is een atletiekvereniging uit Gemert. De vereniging is aangesloten bij de Atletiekunie en ligt in atletiekregio 15, Noord-Oost Brabant.

## Geschiedenis
De vereniging is in 1960 opgericht en dat jaar werden de eerste wedstrijden met verenigingen uit de buurt gehouden. In 1970 werd sportpark Molenbroek geopend en huisvestte GAC Gemert zich hier. In 1975 werd Ben Lesterhuis trainer. Hij had zich geplaatst voor de Olympische Zomerspelen van 1972, maar kon niet meedoen vanwege een blessure. In 1993 fuseerde GAC Gemert met de Gemertse triatlongroep. De baan is enkele keren uitgebreid en aangepast, waaronder in 1998 de vernieuwing van de baan naar een kunststofbaan.